# Diocèse de Coria-Cáceres

Carte des diocèses d'Espagne avec le diocèse de Coria-Cáceres en rouge

Le diocèse de Coria-Cáceres (en latin : Dioecesis Cauriensis-Castrorum Caeciliorum ; en espagnol : Diócesis de Coria-Cáceres) est un diocèse de l'Église catholique en Espagne, suffragant de l'archidiocèse de Mérida-Badajoz.

## Territoire
Le diocèse est situé dans une partie de la province de Caceres, l'autre partie de la province se trouve dans le diocèse de Plasencia. Il est suffragant de l'archidiocèse de Mérida-Badajoz et a son évêché à Coria où se trouve la cathédrale de l'Assomption et possède un territoire de 10052 km2 qui comprend 160 paroisses regroupées en 9 archidiaconés (2024).

## Histoire
Le diocèse de Coria est l'un des plus anciens d'Espagne. Selon une ancienne tradition, il aurait été fondé par le pape saint Sylvestre Ier en 338 et son 1er évêque fut certainement saint Evasius, mort martyr à Casar de Cáceres. Le 1er évêque dont on possède une trace écrite est Jacinto qui signe les actes du IIIe concile de Tolède en 589. Les limites les plus anciennes du diocèse sont fixées par le roi Wamba. Il existe très peu de document lors de la domination musulmane. En 1142, après la reconquête de la ville de Coria par le Alphonse VII de León et Castille, le pape Innocent III nomme Iñigo Navarrón comme évêque et le diocèse devient suffragant de l'archidiocèse de Saint-Jacques-de-Compostelle par une disposition de Ferdinand II de León.
En 1957, Mgr Manuel Llopis Ivorr donne le titre de cocathédrale à la cathédrale de Cáceres. En 1958, les frontières du diocèse sont fixées comme aujourd'hui. En 1994, les diocèses d'Estrémadure forment une province ecclésiastique avec l'érection de l'Archidiocèse de Mérida-Badajoz et les diocèses de Coria-Cáceres et de Plasencia comme suffragants.

## Évêques de Coria-Cáceres
- Manuel Llopis Ivorra (1950 – 1977)
- Jesús Domínguez Gómez (1977 – 1990)
- Ciriaco Benavente Mateos (1992 – 2006), devenu évêque d'Albacete
- Francisco Cerro Chaves (2007 – 2019), devenu archevêque de Tolède
- Jesús Pulido Arriero, S.O.D. (2021 – )

## Source
- (es) Cet article est partiellement ou en totalité issu de l’article de Wikipédia en espagnol intitulé « Diócesis de Coria-Cáceres » (voir la liste des auteurs).

### Article lié
- Diocèses et archidiocèses d'Espagne